# Problemas ambientales de España

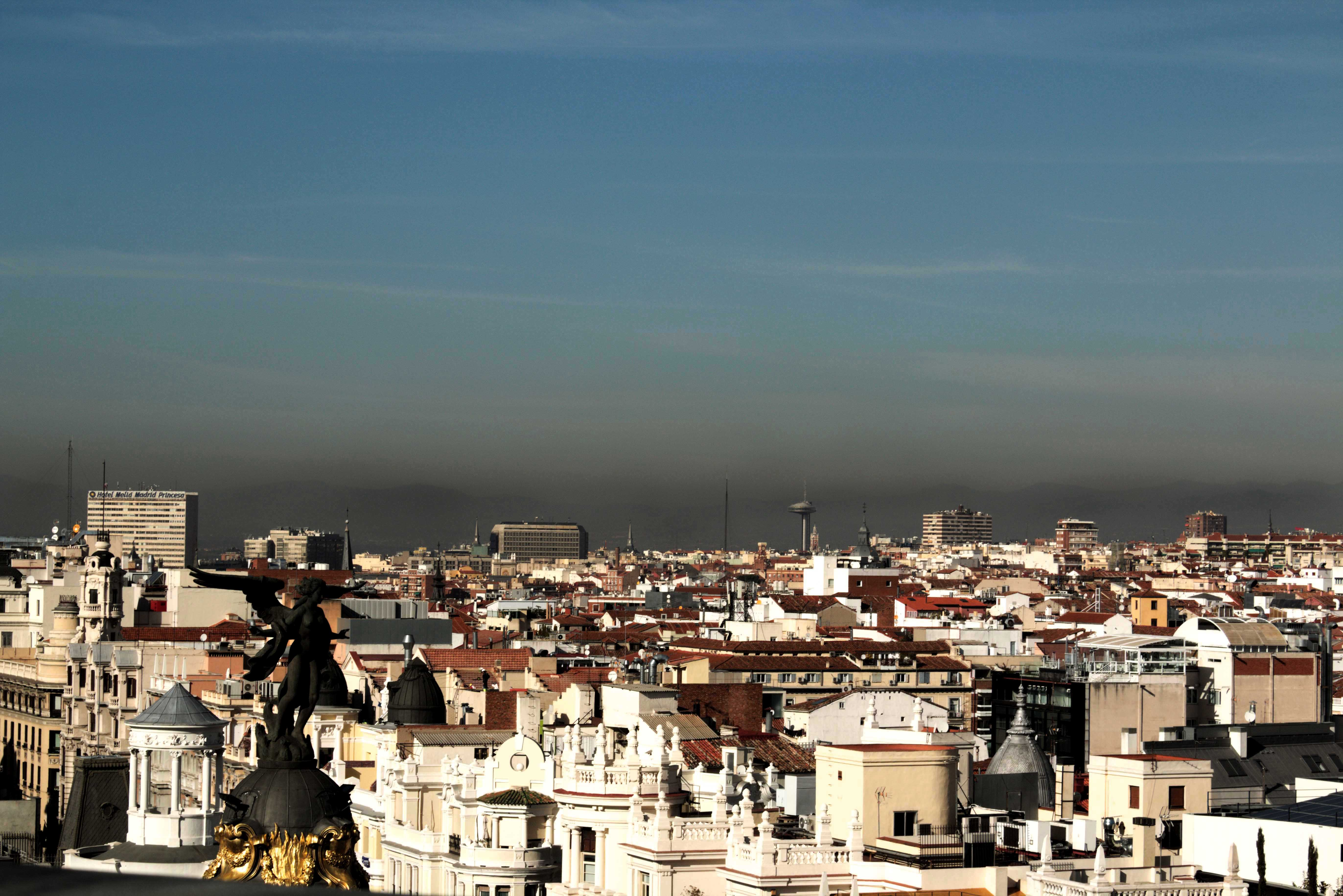
Polución atmosférica visible en Madrid.

Los principales problemas ambientales de España incluyen la escasez de agua ante el aumento de su consumo, los incendios y la deforestación, la extinción de especies endémicas —como el lince ibérico o la foca monje del Mediterráneo—, la contaminación y las emisiones de dióxido de carbono, la gestión del material residual y el cambio climático, que afecta, entre otros ámbitos, a la erosión de las costas y a la desertificación. Ante estas cuestiones la administración nacional ha propuesto diferentes iniciativas para disminuir los mayores agentes contaminantes, con el cierre gradual de las centrales eléctricas de carbón, los incentivos al transporte público, las energías renovables y los vehículos eléctricos.
España es considerado el país más árido de Europa, con una distribución generalmente escasa e irregular de las precipitaciones y una menor cobertura vegetal en comparación con otras naciones del continente. Además de estos factores naturales, la acción humana aumenta los problemas relacionados con la falta de recursos hídricos o la deforestación debido a la extensión del suelo agrícola y el uso de plaguicidas —presentes en todas las cuencas fluviales—, la construcción de carreteras e infraestructuras o los incendios forestales. Los territorios más expuestos al riesgo de desertificación son zonas de la costa Mediterránea, áreas del interior y las islas Canarias, a causa de la agricultura intensiva, la tala o el abandono de tierras.
La degradación de los entornos naturales por acción del ser humano, la intrusión de especies invasoras y la caza ilegal han provocado la amenaza de extinción a variados organismos de la región, entre ellos el oso pardo presente en la cordillera Cantábrica y Pirineos, la endémica rana pirenaica o aves como el quebrantahuesos. El Catálogo Español de Especies Exóticas Invasoras se encarga de regular la flora y fauna consideradas un agente de cambio perjudicial para los ecosistemas nacionales. Su introducción puede ser accidental, a razón del transporte o del comercio, o bien de forma intencionada al ser adquiridas como mascotas o para su uso recreativo en caza, pesca y jardinería.
En cuanto a contaminación, el país presenta problemas con la cantidad de nitratos y otras sustancias perjudiciales para la salud en las aguas subterráneas como consecuencia de los vertidos urbanos, además de cuestiones como la presencia de gases de efecto invernadero en la atmósfera, aerosoles e hidrocarburos. De manera similar, el aumento de residuos y las actividades industriales derivan en la contaminación del suelo, que cuenta con elementos dañinos como metales pesados y aceites minerales.

## Contaminación

### Residuos sólidos urbanos
Entre los residuos sólidos urbanos de España se encuentran diferentes tipos de materiales clasificados según la legislación: vidrio, papel y cartón, residuos orgánicos, plástico, textiles, madera, metales y escombros. De entre los citados, en el país los más abundantes constituyen la materia orgánica, con un 60 % del total, seguidos del papel y cartón —que alcanza un 13 %— y plásticos —10 %—. Por su toxicidad, se consideran residuos peligrosos los aceites minerales, las baterías y desechos electrónicos, los electrodomésticos, los medicamentos y otros productos químicos, las pilas y las bombillas de bajo consumo. Entre 1994 y 2004 la producción nacional de residuos urbanos por persona vio un incremento del 42 %, con un aumento de 363 kg anuales a 502 kg. En 2019 los datos señalaron una generación de 483.7 kg de desechos por habitante anuales, a la par que las empresas gestoras registraron 22.8 toneladas recogidas a nivel territorial. Estadísticas del mismo año arrojaron que un 51.05 % del total de residuos son destinados al vertido.

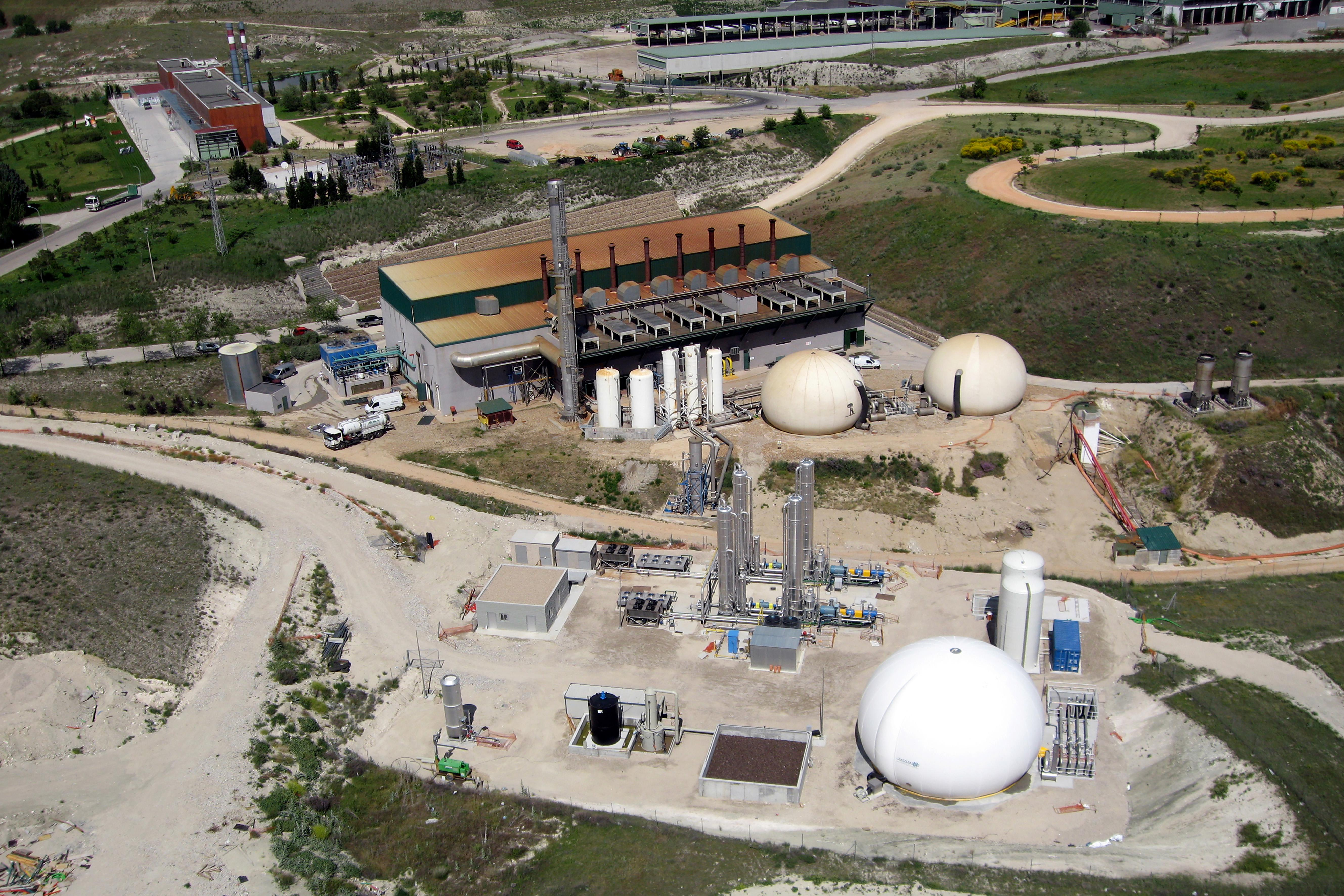
Vista del vertedero de Valdemingómez.

De acuerdo con el Ministerio para la Transición Ecológica y el Reto Demográfico, España contaba en 2018 con 182 vertederos de residuos municipales. La mayoría se concentran en la zona septentrional del país, en comunidades autónomas como Navarra, País Vasco, Aragón y Cataluña, con una treintena de plantas en cada una. Otras regiones como Castilla y León, la Comunidad Valenciana y Andalucía presentan una veintena de instalaciones de este tipo. Por otra parte, los datos de la Comisión Europea contabilizaron un total de 1513 basureros ilegales. De este modo, España es el país de la Unión Europea con mayor cantidad de vertidos de residuos con un total de doce millones de toneladas durante 2017. Dentro de los vertederos, los desechos orgánicos son los que suponen un mayor riesgo ambiental, ya que al descomponerse liberan metano y otros gases que contribuyen al efecto invernadero. Además, el arrastre a causa de la lluvia de sustancias producidas en estos espacios contaminan las aguas subterráneas y los terrenos circundantes. Del mismo modo, se ha observado que alteran el proceso de migración de las aves, que en lugar de trasladarse al sur optan por permanecer en los vertederos, donde cuentan con multitud de recursos. Esto provoca que los animales puedan ingerir otros materiales como plásticos, gomas o alimentos en mal estado. Mientras que en basureros del litoral se concentran las gaviotas, en el centro del país se pueden encontrar cigüeñas blancas, como es el caso del vertedero de Valdemingómez en la Comunidad de Madrid —donde se han llegado a observar setecientos ejemplares de forma simultánea—.

### Polución atmosférica
Durante 2019, las emisiones brutas de dióxido de carbono alcanzaron 313.5 millones de toneladas, lo que supuso un descenso del 6.2 % respecto al año anterior. El mayor causante de la emisión de gases de efecto invernadero es el sector del transporte, con un 29 % del total en 2019; más del 95 % representa el transporte por carretera. Fue seguido por la industria (20.6 %), la generación de electricidad (13.5 %), la agricultura y ganadería (12.5 %), los sectores residencial, comercial e institucional (8.8 %) y los residuos (4.3 %). Los gases contaminantes más comunes son el dióxido de carbono, el metano y el óxido nitroso. En 2020 los datos mostraron que Madrid superaba los niveles máximos de dióxido de nitrógeno, gas relacionado con el tráfico. En cuanto al material particulado, su presencia destaca en zonas industriales y portuarias, y abunda en regiones como Asturias, Cataluña, Murcia o las Islas Canarias. Respecto al dióxido de azufre, su cantidad se vio reducida debido al cierre progresivo de centrales eléctricas de carbón.
La polución y mala calidad del aire causan alrededor de 30 000 fallecimientos en España según datos de 2020. Pese a que en la década de 2010 el uso de los combustibles fósiles se redujo en un 13 % y el consumo de electricidad un 5 %, estos cambios se deben «más a razones coyunturales, como la crisis económica y la pandemia, que a medidas planificadas». Otra problema ambiental de la contaminación atmosférica recae en la vegetación y los ecosistemas, de los cuales 210 500 km² del territorio nacional —el 41.6 %— se ven expuestos. La lluvia ácida y la deposición de contaminantes en ríos y mares son las principales consecuencias.

### Contaminación del agua

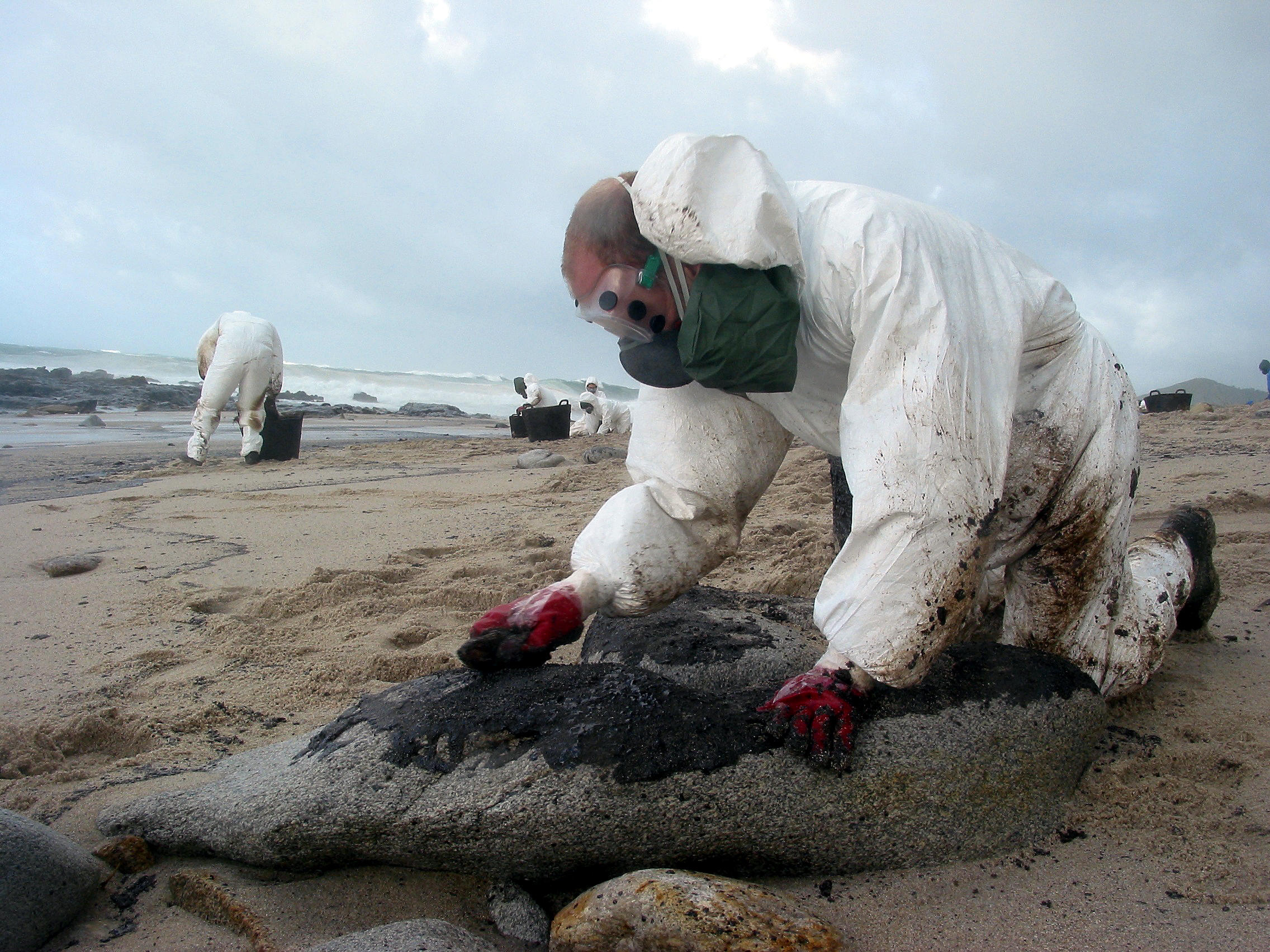
Voluntarios limpiando la costa gallega de chapapote en 2004 tras el desastre del Prestige.

Las aguas subterráneas del país se ven contaminadas principalmente a causa de los vertidos urbanos, la actividad industrial, los fertilizantes del suelo procedentes de la agricultura intensiva y las deyecciones del ganado. Estos procesos repercuten en la presencia de nitrato en el agua, que puede ocasionar problemas de salud en cantidades elevadas, mientras que las redes de saneamiento provocan la contaminación por amonio. Respecto a los ríos, el 60 % cuentan con baja calidad, en gran parte debido a abonos que desembocan por escorrentía y químicos vertidos por la industria. Se considera que el río Júcar, en la Comunidad Valenciana es el más contaminado de España por su cantidad de plaguicidas tóxicos y de deposiciones de aguas fecales. Otros caso es el del río Miño, en Galicia, afectado en mayor medida por pesticidas, detritus y vertidos industriales. Situación similar ocurre en el Mar Menor, donde en 2021 fueron halladas cuatro toneladas de peces y crustáceos muertos a causa de anoxia por contaminación proveniente de la agricultura.
La explotación del agua en exceso disminuye su calidad y disponibilidad; en el caso de los depósitos subterráneos, su extracción por sobre su capacidad de recarga disminuye los niveles freáticos, lo que a su vez aumenta su salinización en las zonas costeras, empeora sus recursos y deteriora ecosistemas como los humedales. Las cuencas hidrográficas más sobreexplotadas se ubican en el tercio meridional de la península y en los archipiélagos canario y balear, lugares con menor presencia de precipitaciones y depósitos hídricos.

### Contaminación del suelo
La degradación del suelo es causada en gran parte por la actividad industrial, ya sea por los residuos o deposiciones accidentales, que genera metales pesados —que no se degradan y persisten en la tierra—, hidrocarburos y aceites minerales. Los factores principales que amenazan los ecosistemas son la erosión, la salinización, le pérdida de biodiversidad y la contaminación. En España, las distintas comunidades autónomas son las encargadas de determinar y declarar los suelos afectados debido a la presencia de sustancias químicas perjudiciales de origen humano. Para determinar la contaminación de un terreno se tiene en cuenta la concentración de sustancias dañinas, la exposición a estas por diferentes vías y su toxicidad. Este tipo de zonas predominan en áreas industriales y mineras, como País Vasco, Asturias, la Comunidad de Madrid, las rías gallegas y áreas levantinas. En cadenas montañosas y regiones como Aragón, Castilla y León y Baleares muestran, en cambio, niveles más bajos de forma general.

## Aumento del consumo energético
Respecto al consumo energético de los hogares españoles, desde la década de 1990 y hasta principios de la siguiente este evolucionó por encima del crecimiento de la población, a una tasa que alcanzó a ser tres veces superior; la causa de este incremento se debe principalmente al aumento del equipamiento doméstico. De este modo, el consumo de 129 219 gigavatios hora en el año 1990 subió hasta los 241 631 GWh en 2005. El período de más gasto fue 2008, con 281 051 GWh, a la par que fue el año que registró mayor producción eléctrica, que alcanzó los 295 894 GWh. En 2017, el 36.3 % de la generación provino de las fuentes de energía renovables, lo que supuso un crecimiento en comparación con el 23.7 % producido en 2008. Las regiones que más energía consumieron en 2019 fueron Cataluña, Andalucía y la Comunidad de Madrid, con un 18, 15 y 11 % respectivamente. Las dos áreas que más generaron también fueron Cataluña y Andalucía —17 y 15 %—, seguidas de Castilla y León con un 10 %, territorio que es a su vez el mayor productor de energía eólica y que cubre el 80 % de su demanda con esta.
Pese al aumento de la demanda, la generación eléctrica española desembocó en 35.96 millones de toneladas de emisiones en 2021, dato ligeramente inferior a las 36.13 del año anterior. Entre 2017 y 2021, la producción de dióxido de carbono por parte del sistema eléctrico descendió en un 52 %. El aumento del uso de la energía eólica —que produjo 60 480 GWh— y solar —que pasó de los 9252 GWh de 2019 a los 20 890 en 2021— son los principales factores que influenciaron la reducción de emisiones.

## Desertificación

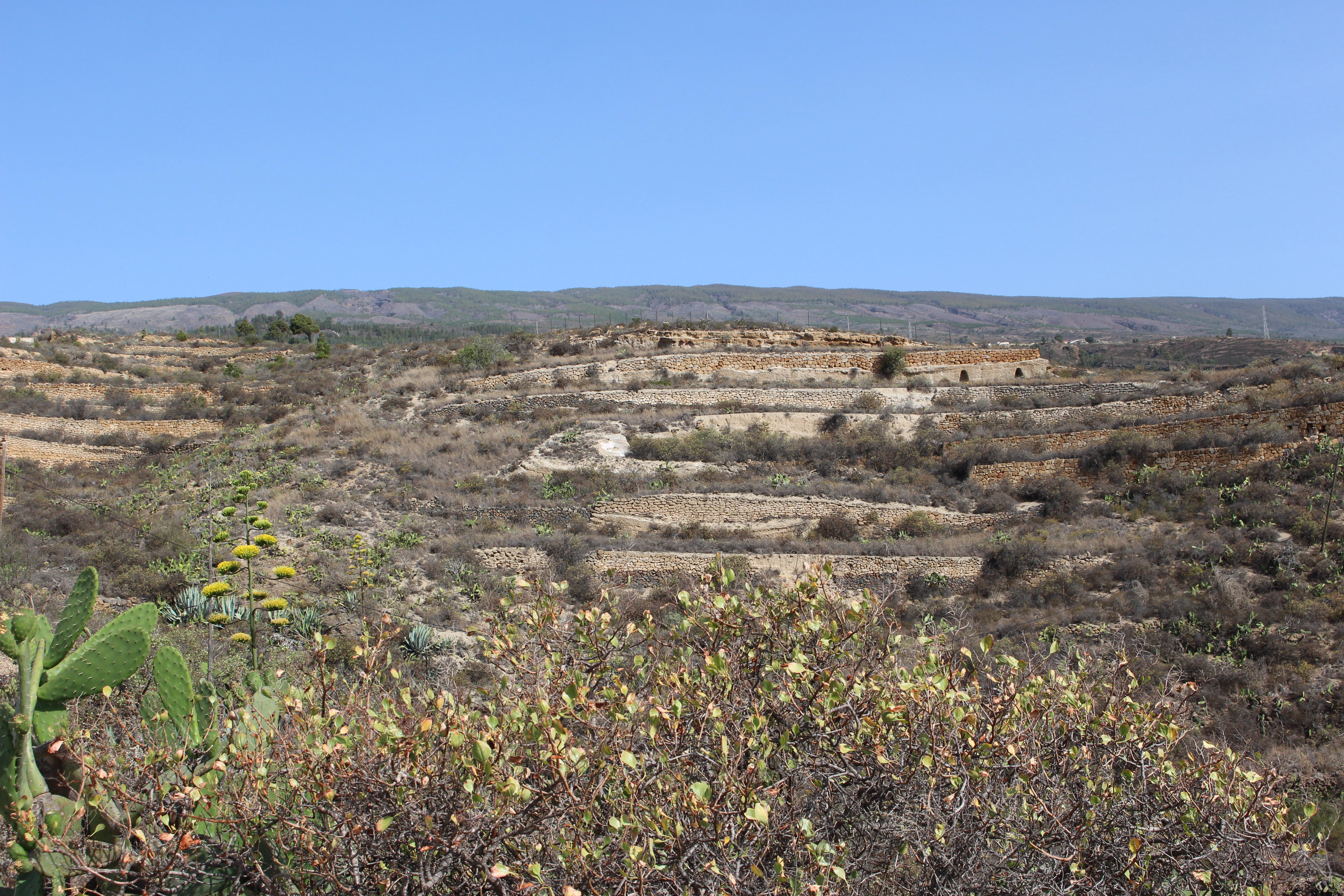
Paisaje desértico en la isla de Tenerife.

La desertificación es el proceso por el cual un terreno que no presenta el clima, la vegetación y los suelos propios del desierto se transforma hasta tenerlos a causa de la actividad humana. El 74 % del territorio nacional se encuentra en riesgos de sufrir este fenómeno de acuerdo con datos de 2022, del cual el 11 % cuenta con un riesgo elevado. Las zonas más propensas incluyen las áreas áridas, semiáridas o con una estación seca larga; de acuerdo con el Ministerio de Medio Ambiente, las regiones más afectadas pertenecen al litoral mediterráneo y a las islas Canarias, además de la Submeseta Sur y el valle del Ebro. Otros factores de riesgo incluyen el suelo pobre con tendencia a la erosión, el relieve irregular, la pérdida de la cubierta forestal a causa de los incendios, la sobreexplotación de los recursos hídricos y la concentración de la actividad económicas en las zonas costeras.
Entre los escenarios más comunes de este proceso en España se encuentran los cultivos leñosos (olivos, árboles frutales y vid), que presentan erosión hídrica o los cultivos herbáceos de secano ubicados en pendientes. El sobrepastoreo y la explotación inadecuada de los acuíferos también son factores que erosionan el suelo. En cuanto al ámbito forestal, más de dos millones de hectáreas de matorrales, que proceden de la degradación de vegetación de mayor complejidad ecológica, están afectados por la erosión hídrica.

## Pérdida de la diversidad

### Deforestación e incendios forestales

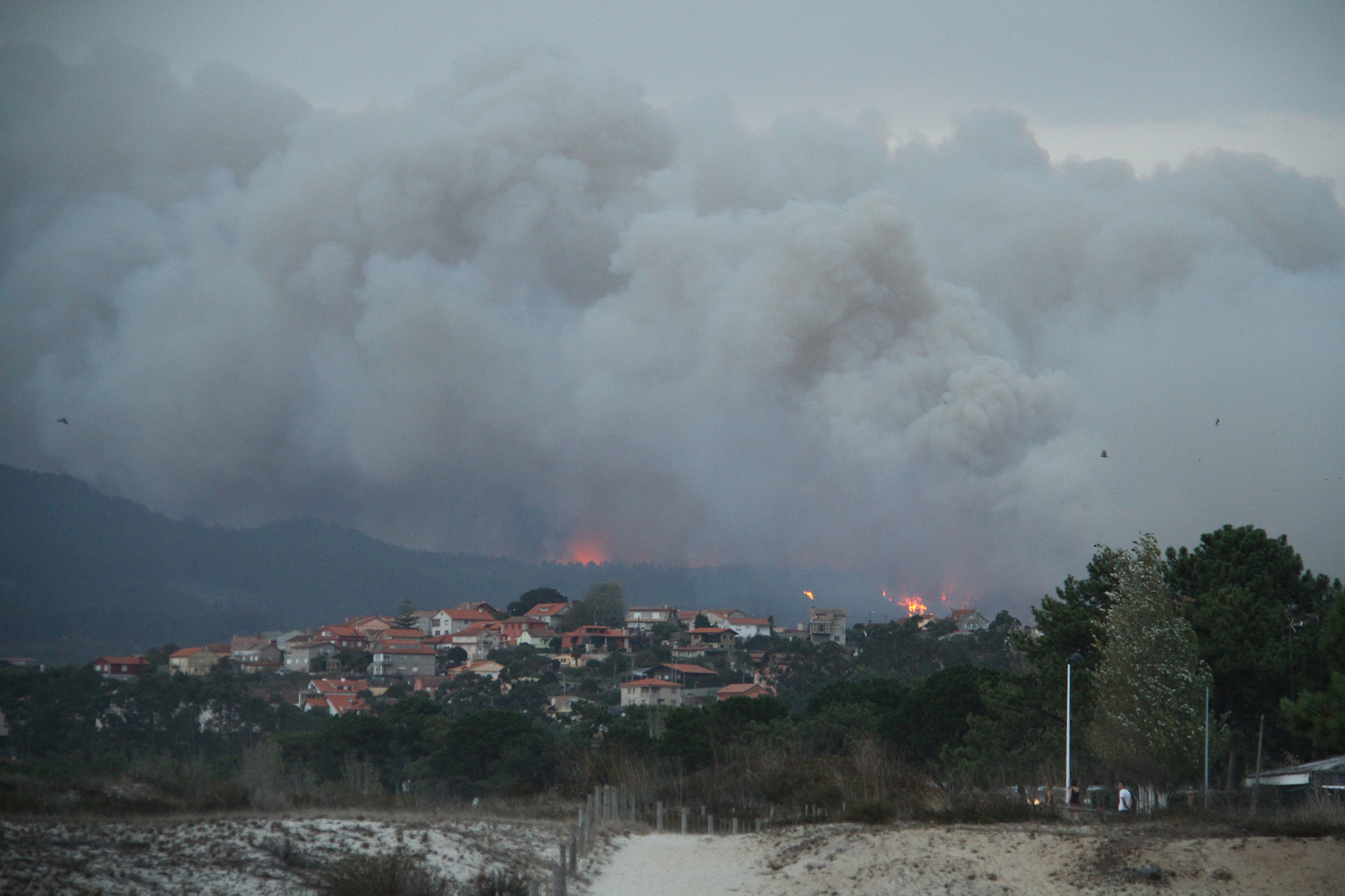
Incendio forestal de 2017 en Nigrán (Galicia).

En el país, el mayor causante de la deforestación es la construcción y expansión de las áreas urbanas, que sigue las corrientes económicas y demográficas. De este modo, dada la despoblación de las zonas rurales, los habitantes de las ciudades aumentan, por lo que se deben expandir los núcleos urbanos en detrimento de los bosques. Un factor natural del descenso de la cobertura forestal es la sequía, que pueda acabar desembocando en la desertificación. Pese a todo, España ha incrementado en un 33.6 % de superficie forestal desde 1990.
Aunque hay incendios forestales causados por negligencias humanas, la mayoría son provocados por acción natural en bosques secos y descuidados. En 2018, 25 165 hectáreas sufrieron de incendios, lo que representó el dato más bajo del siglo hasta ese momento. Del mismo modo, la mayoría del fuego no se extiende por más de una hectárea: estadísticas del mismo año reflejan que el 72 % de los 7143 siniestros registrados no superaron dicha extensión. La zona más afectada de España es el noroeste, que recoge el 45.1 % de los incendios.

### Especies amenazadas

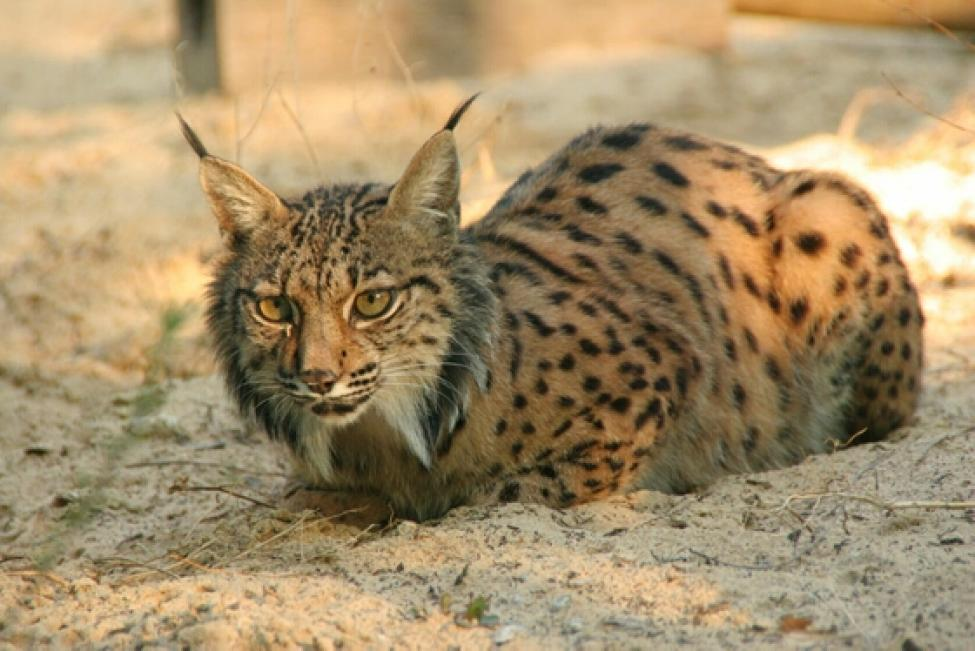
El lince ibérico es la especie más amenazadas de las cuatro del género Lynx, debido a la pérdida de su hábitat, la escasez de presas, los atropellos y la caza ilegal. Desde principios del siglo su situación ha mejorado, en tanto que su población aumentó de los 94 ejemplares en 2003 a los más de 400 en 2015. En consecuencia, su estado de conservación pasó de «en peligro crítico» a «en peligro» en la Lista Roja de la UICN.

El artículo 56 de la Ley 42/2007 crea el Listado de Especies Silvestres en Régimen de Protección Especial, que lista las especies y poblaciones que requieran de una protección especial. Este listado cuenta a su vez con el Catálogo Español de Especies Exóticas Invasoras —descrito por el Ministerio para la Transición Ecológica y el Reto Demográfico—, que clasifica a flora y fauna según dos categorías: «vulnerable» y «en peligro de extinción». La primera describe a las especies que tienen riesgo de pasar a considerarse en peligro de extinción a corto plazo si se mantienen las condiciones de su situación actual. La segunda categoría incluye las poblaciones con baja probabilidad de supervivencia en caso de que continúen los factores adversos sobre ellas. En 2021, 973 especies fueron catalogadas en el listado, de las cuales 139 pertenecen al ámbito «vulnerable» y 204 a «en peligro de extinción».
Entre los mamíferos amenazados se puede nombrar el lince ibérico, cuya población se vio mermada por la destrucción de su hábitat, la falta de presas o la caza ilegal. El oso pardo europeo, que habita los Pirineos y la cordillera Cantábrica, presenta unos doscientos ejemplares en España, entre otros factores por la caza, la ingesta de cebos envenenados o la construcción de pistas de esquí o carreteras, que reducen la cobertura forestal. El lobo ibérico, del que restan unos dos mil, las autoridades procedieron a la eliminación de estos durante la década de 1970 por ser dañino para los rebaños. En el ámbito marino, la foca monje del Mediterráneo ha perdido su presencia en las costas españolas en gran parte por la sobrepesca y el deterioro de su hábitat. En cuanto a las aves, del quebrantahuesos quedan trescientos individuos en Pirineos —a causa de la electrocución por tendidos eléctricos o la destrucción de su ambiente, entre otros factores— y del águila imperial ibérica unas cuatrocientas parejas —en parte por la caza y la pérdida de los conejos, su presa habitual—, dato mejorado respecto a las cincuenta que se podían encontrar durante la década de 1960. En lo que respecta a los reptiles es destacada la situación de la tortuga mediterránea —amenazada por su captura, pesticidas y los incendios— o del lagarto gigante del Hierro, especie endémica de la isla canaria, pues quedan unos doscientos ejemplares dada su cacería y captura ilegal.

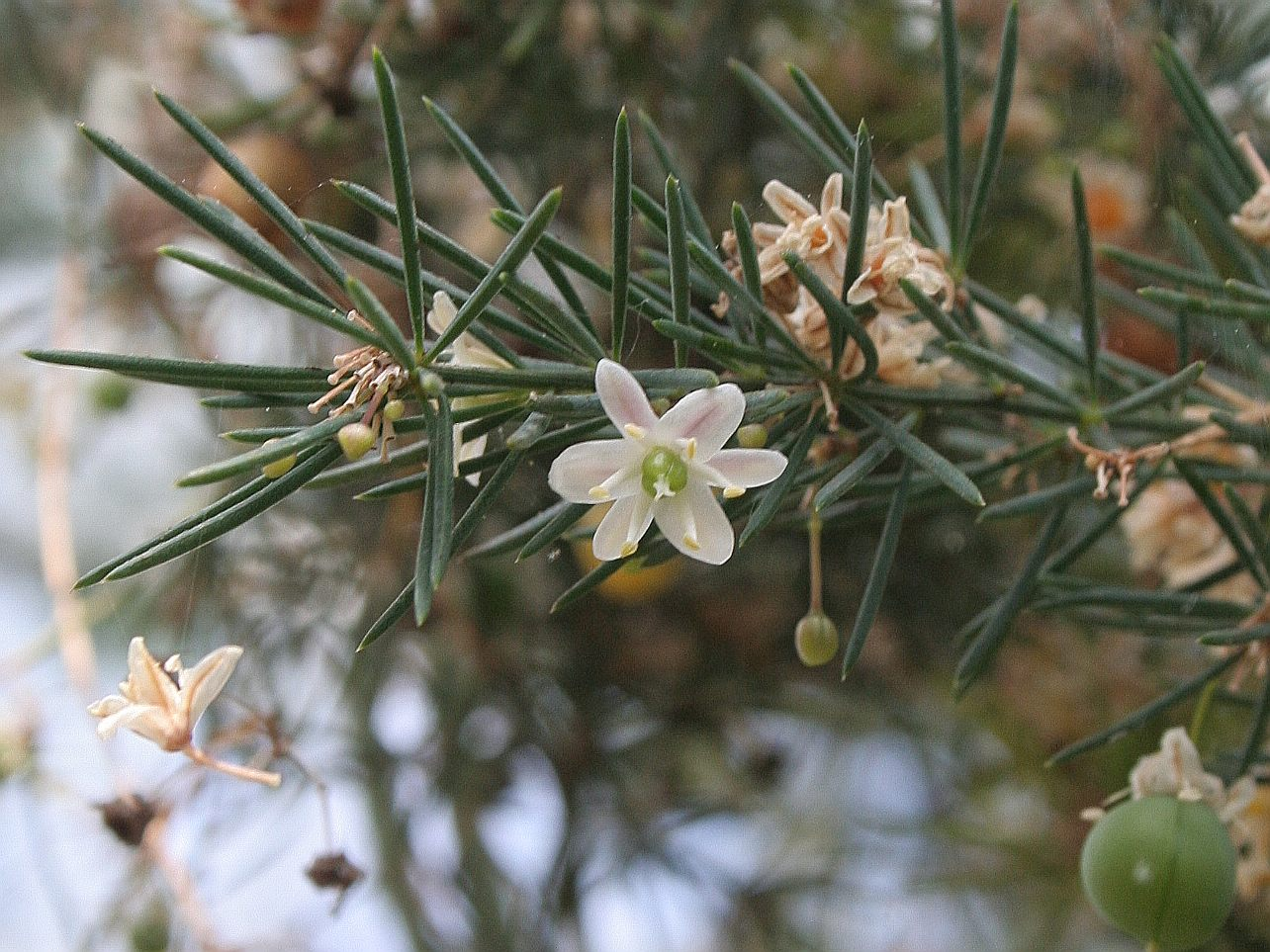
Ejemplar de esparraguera de monte, cuya especie es vulnerable debido al pastoreo y la deforestación.

En cuanto a la flora española, 351 especies se catalogaron en el Listado de Especies Silvestres en Régimen de Protección Especial, que se encuentran en riesgo tanto por causas antropogénicas como naturales. Entre ellas se lista la zamárraga, planta herbácea de flores moradas endémica de Sierra Nevada que crece a 3500 metros sobre el nivel del mar, con 130 ejemplares maduros en peligro por sequías, la depredación por parte de cabras silvestres o por la colecta no autorizada de turistas. Otros taxones en situación similar son los Rupicapnos africana y especies propias de las islas Canarias como cardo de plata, la esparraguera de monte o la flor de risco, que se ven mermadas por la poda, la construcción de caminos o su recolección.

### Especies exóticas invasoras

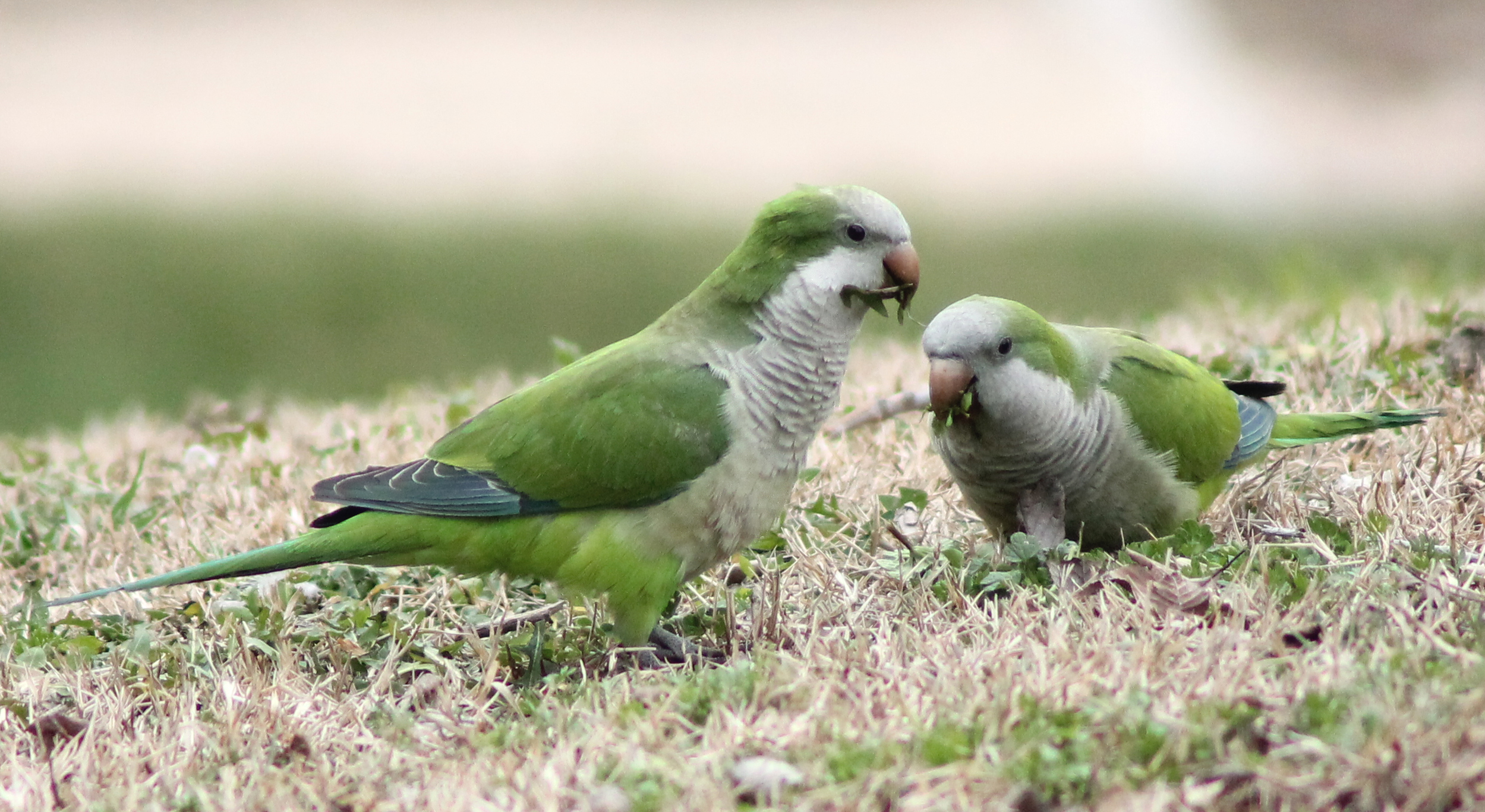
Dos ejemplares de cotorra argentina en Madrid.

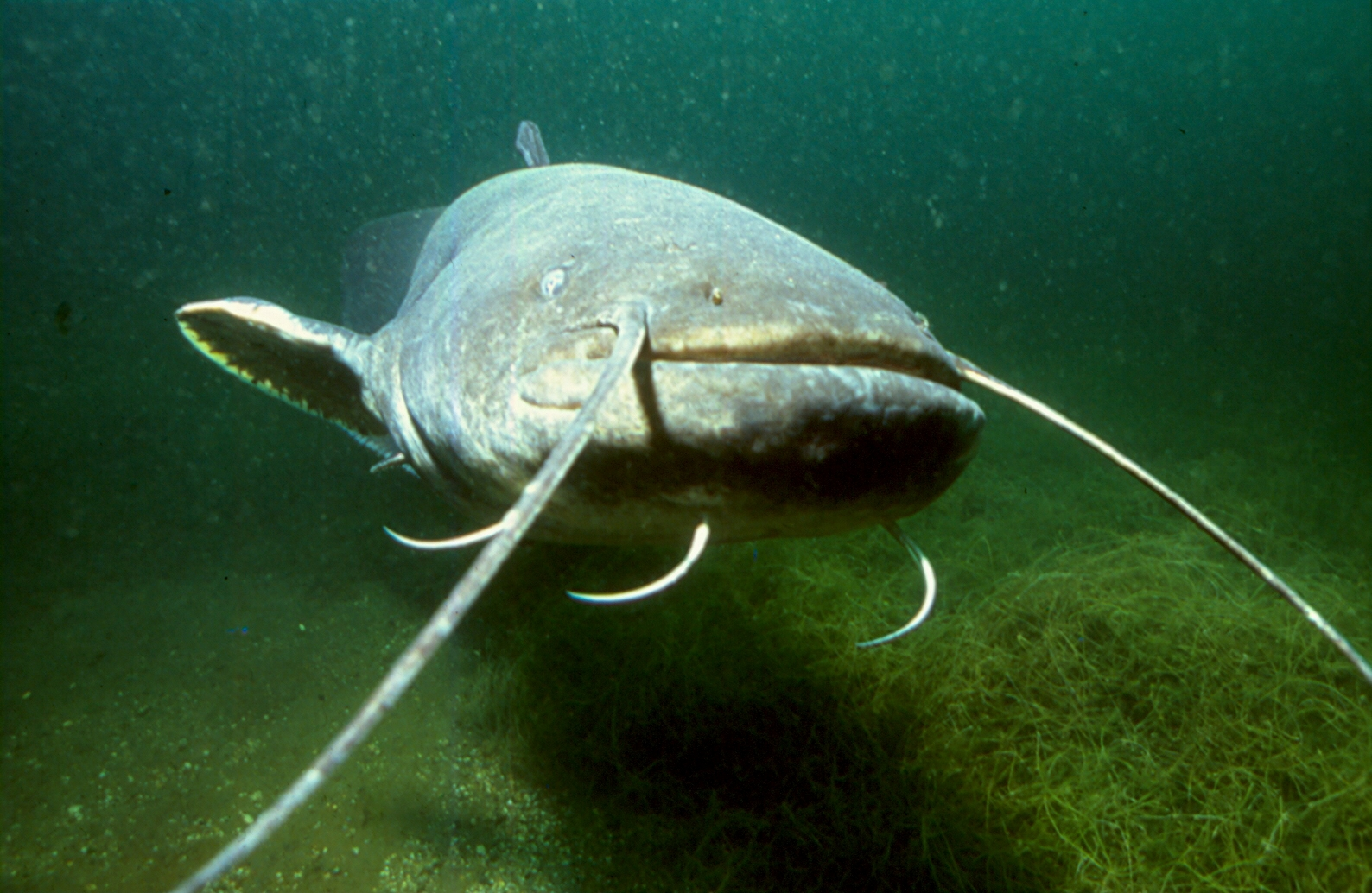
El siluro es una especie invasora que fue introducida en la cuenca del Ebro y cuenca del Guadalquivir para la pesca deportiva.

De acuerdo con la Ley 42/2007, de 13 de diciembre, del Patrimonio Natural y de la Biodiversidad, una especie exótica invasora es «aquella que se introduce o establece en un ecosistema o hábitat natural o seminatural y que es un agente de cambio y amenaza para la diversidad biológica nativa, ya sea por su comportamiento invasor, o por el riesgo de contaminación genética». En su artículo 64, la ley establece el Catálogo Español de Especies Exóticas Invasoras, que en 2022 incluía 205 especies de hongos, algas y variedad de flora y fauna. Estos taxones no autóctonos introducidos tanto de forma accidental como intencionada representan la segunda mayor amenaza para la biodiversidad en Europa y España: las especies nativas, que no han evolucionado en contacto con las foráneas, presentan un determinado nivel de desventaja que desemboca en su desplazamiento o extinción.
En ocasiones la llegada de nuevas especies al territorio es ocasionada por su acogida como mascota doméstica, como es el caso de la tortuga de Florida, que dada su agresividad y su tamaño amenaza a las locales tortugas leprosa o galápagos europeo. La rana toro, originaria de Norteamérica, representa una situación similar, ya que fue introducida para su consumo y en acuariofilia. Entre las aves, la cotorra argentina y de Kramer cuentan con unos 20 000 ejemplares en España —lo que lo convierte en el segundo mayor país en población de estas especies invasoras— y suponen un riesgo tanto para la agricultura como para taxones locales, tales como el nóctulo gigante. En cuanto a los mamíferos se conocen ejemplos como el mapache y el visón americano: el primero es un potencial transmisor del virus de la rabia, mientras que el segundo —criado en cautividad para la industria peletera— se encuentra en proceso de desplazar al visón europeo. Algunas especies acuáticas como el siluro fueron introducidas para su pesca recreativa, en tanto que peces como la gambusia tuvieron el objetivo de reducir la cantidad de mosquitos, pero como consecuencia aumentaron la eutrofización. En lo relativo a los insectos invasores, la avispa asiática, llegada al continente en 2004, provoca un impacto en las abejas autóctonas y a su vez en la apicultura. El Catálogo también incluye poblaciones vegetales como el camalote o jacinto de agua, que se considera la planta fluvial más peligrosa en ámbito global, pues es capaz de colonizar cualquier ecosistema acuático.

## Cambio climático
El cambio climático es un proceso que ha provocado el aumento de la temperatura global en un grado desde el siglo XX. Sus efectos se pueden observar en el país, en tanto que las precipitaciones presentan mayor irregularidad, las sequías más intensidad y las temperaturas medias son más elevadas: según la Agencia Estatal de Meteorología, 2021 año fue el octavo año más cálido en España. Desde la segunda mitad del siglo XX se ha reducido el caudal de los principales ríos nacionales, con tendencia a la baja en primavera e invierno, lo que se puede asociar al cambio de los patrones estacionales. El aumento de las temperaturas también eleva el riesgo de desertificación, mientras que las lluvias inestables incrementan la erosión del suelo, en especial en zonas mediterráneas. El cambio climático también ha supuesto un cambio en los períodos de permanencia de las hojas en caducifolios, así como en la floración y fructificación de diversas especies. De forma similar, las coníferas han visto aumentadas la cantidad de plagas y enfermedades en consecuencia. El proceso climático también ha alterado los ecosistemas marinos, ya que se han disminuido las poblaciones de animales y vegetales, han crecido las especies invasoras y han pasado por cambios fenológicos. En cuanto a las costas, el nivel del mar ha subido, así como se han registrado crecidas en el oleaje y en la temperatura del agua.